# Instituto de teología de la Universidad Católica de la Santísima Concepción
El Instituto de Teología, pertenece a la Universidad Católica de la Santísima Concepción ubicada en la Región del Biobío, Concepción, Chile. Puntualmente se acentúa en la ciudad de Concepción. Es una Unidad Académica encargada de desarrollar la investigación, la docencia y la vinculación con el medio en las áreas del saber Teológico y Filosófico, que forman parte muy especial de la misión institucional de la Universidad Católica de la Santísima Concepción. Por esta razón, no sólo cuenta con sus propias carreras y alumnado, sino que también tiene a su cargo el desarrollo de la reflexión interdisciplinar y de la formación transversal en todas las Facultades y Escuelas de esta Universidad.
El Instituto de Teología busca establecer un diálogo entre la Teología, la Filosofía y las demás ciencias, a fin de contribuir así al desarrollo del bien común en correspondencia con el destino y la dignidad del hombre.
Para la consecución de su misión, el Instituto de Teología se estructura en Departamentos, Institutos Superiores y Unidades. Los Departamentos de Teología y Filosofía mantienen vigente un importante convenio de Cooperación con las Facultades de Teología y Filosofía de la Universidad Pontificia de Salamanca, y son los encargados de la Investigación, docencia y extensión de sus áreas respectivas. Sus objetivos principales son:
- Desarrollar e impulsar el estudio de las Ciencias Sagradas, la Revelación Cristiana y el cultivo de la Filosofía.
- Atender a la formación cristiana y humana de todos los miembros de la comunidad universitaria.
- Procurar el diálogo ecuménico e interreligioso, de modo de contribuir a una cultura de la paz.
- Buscar respuestas teológicas y filosóficas válidas a los problemas que surgen del progreso de las ciencias.
- Contribuir a la formación de profesionales que hagan un aporte al desarrollo de la sociedad.
El Instituto de Teología de la UCSC desarrolla investigación, docencia y extensión en áreas del saber teológico y filosófico. Además, tiene a su cargo la formación reflexiva  interdisciplinaria de todas las facultades de la Universidad Católica de la Santísima Concepción. El instituto mismo ejerce varios programas de máster, diplomado y un doctorado producto de un convenio con la Universidad Pontificia de Salamanca.
En el área de la investigación posee la Revista de Filosofía (ATUCSC), de publicación semestral de la universidad y la Revista de Filosofía de la Universidad Católica de la Santísima Concepción creada como un medio de difusión de la teología y de disciplinas afines como es el caso de la bioética. Además, el instituto también publica libros de manera periódica con estudios sobre el tema religioso-teológico.